# 대관소
대관소(代官所, 영어: bailiwick 베일리위크[ˈbeɪlɪwɪk][*], 프랑스어: bailliage 바야즈[bajaːʒ ][*], 독일어: ballei 발라이[*])란 대관(代官)의 관할 지역이다. 
그 기원은 중세 프랑스다. 고대 프랑스어로는 bailie 라고 한 대관은, 앙시앵 레짐 시절 프랑스 국왕이 각 지역 대관소에 파견하는 국왕의 대행자였다. 대관은 자기 관할의 사법, 행정, 조세를 책임지는 존재로, 동양의 사또 같은 것이었다. 남부 프랑스에서는 대관을 sénéchal라고 불렀고, 대관소는 sénéchaussée 라고 했다. 13세기가 되면 여러 대관소들 사이에 네트워크가 형성되어 행정구역의 기능을 하게 되었다.
한편 노르만인의 정복 이래로 프랑스의 영향을 받은 잉글랜드에서는 프랑스어 bailie에 "촌락"을 의미하는 앵글로색슨어 접미사 -wick를 붙여 "대관이 다스리는 촌락"이라는 뜻에서 bailiwick라고 했다. 한편 대관은 bailiff 라고 한다.
독일에서는 튜턴 기사단에서 이 용어를 사용했다. 사령관부 여러 개가 모여 대관소를 형성했다.